# Mount Tahan
Mount Tahan nebo Gunung Tahan je hora v Tenasserimských horách na území Malajsie. Měří 2187 metrů a je nejvyšším vrcholem státu Pahang a celé pevninské (západní) části Malajsie. Oblast v okolí hory prozkoumal v roce 1876 Nikolaj Nikolajevič Miklucho-Maklaj, v roce 1938 byl ve zdejších pralesích založen Národní park Taman Negara. Název „tahan“ znamená v malajštině „utrpení“ a odkazuje k obtížnosti výstupu. Základnou pro treky na horu je městečko Kuala Tahan.

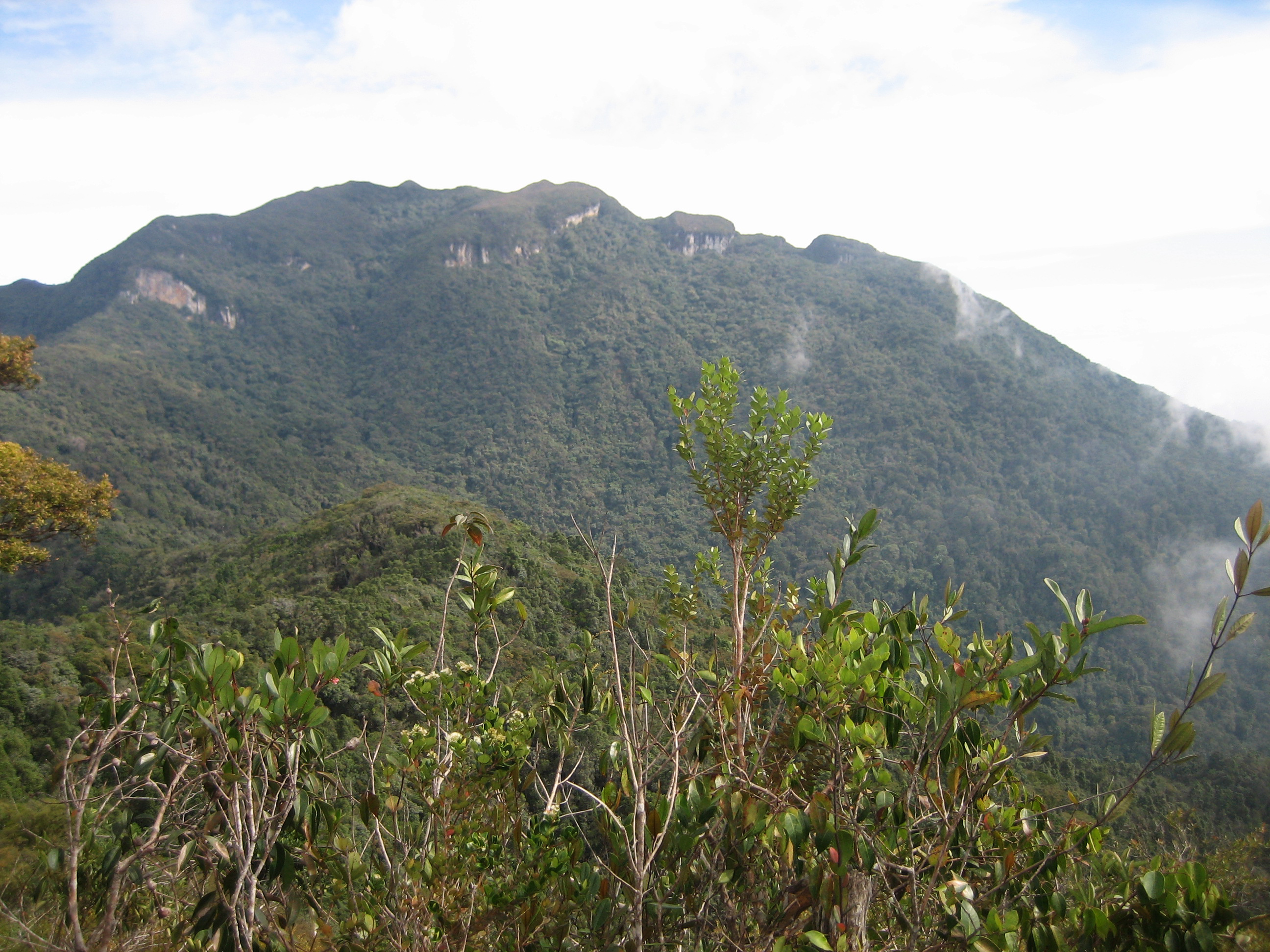